# 태국의 연호
태국의 연호는 태국의 역사에서 잠시동안 쓰이던 연호를 이르는 말이다. 차크리 왕조의 제5대 국왕인 프라차티뽁 왕이 재위에 있을 때 유일하게 연호의 칭호로 불리었다.

## 연호
- 프라 밧 솜뎃 프라 뽀라민타라마하 쁘라자드히폭 프라 뽁 깔라오 차오 유 후아(th:พระบาทสมเด็จพระปรมินทรมหาประชาธิปกฯ พระปกเกล้าเจ้าอยู่หัว) - 차크리 왕조 라마 5세 연간에 사용: 1925년 - 1935년
  - 차크리 왕조의 군주인 프라차티뽁 왕이 태국 최초로 연호를 사용하였다. 왕으로써 쁘라자드히뽁은 프라밧 솜뎃 프라 뽁끌라오 차오 유후아(Phrabat Somdet Phra Pokklao Chao Yuhua)라는 연호를 사용하였고, 공식 문서에는 조금 더 길게 표현되었다. 생전에 연호를 줄인 ‘프라차티뽁’ 왕이라고 불렸다. 이외에도 최후의 절대군주제의 군주였으며, 최초의 입헌군주제의 군주이기도 하였다. 또한 그는 외국으로 망명한 유일한 군주이기도 하였다.

## 같이 보기
- 연호